# Championnats d'Europe de cyclo-cross 2015
Navigation
Édition précédente Édition suivante
Les Championnats d'Europe de cyclo-cross 2015 se sont déroulés le 7 novembre 2015, à Huijbergen aux Pays-Bas. Pour la première fois, les hommes élites ont également une épreuve qui va permettre de décerner le premier titre de championnat d'Europe de cyclo-cross pour cette catégorie.
Ces championnats sont marqués par le premier cas avéré de dopage mécanique.

## Résultats

### Hommes
| Épreuves        | Or                | Argent          | Bronze        |
| --------------- | ----------------- | --------------- | ------------- |
| Élites          | Lars van der Haar | Wout van Aert   | Kevin Pauwels |
| Moins de 23 ans | Quinten Hermans   | Daan Hoeyberghs | Eli Iserbyt   |
| Juniors         | Jens Dekker       | Mitch Groot     | Thomas Bonnet |

### Femmes
| Épreuves        | Or              | Argent              | Bronze             |
| --------------- | --------------- | ------------------- | ------------------ |
| Élites          | Sanne Cant      | Jolien Verschueren  | Nikki Harris       |
| Moins de 23 ans | Maud Kaptheijns | Alice Maria Arzuffi | Jana Czeczinkarova |

## Classements

### Hommes Élites
| Pos                | Cycliste               | Pays     |    | Temps           |
| ------------------ | ---------------------- | -------- | -- | --------------- |
| Médaille d'or      | Lars van der Haar      | Pays-Bas | en | 1 h 02 min 29 s |
| Médaille d'argent  | Wout van Aert          | Belgique | +  | 19 s            |
| Médaille de bronze | Kevin Pauwels          | Belgique |    | 39 s            |
| 4.                 | Michael Vanthourenhout | Belgique |    | 56 s            |
| 5.                 | Julien Taramarcaz      | Suisse   |    | 1 min 20 s      |
| 6.                 | Thijs van Amerongen    | Pays-Bas |    | 1 min 33 s      |
| 7.                 | Laurens Sweeck         | Belgique |    | 1 min 51 s      |
| 8.                 | Corné van Kessel       | Pays-Bas |    | 2 min 08 s      |
| 9.                 | Radomír Šimůnek        | Tchéquie |    | 2 min 13 s      |
| 10.                | Tim Merlier            | Belgique |    | 2 min 21 s      |

### Femmes Élites
| Pos                | Cycliste            | Pays        |    | Temps       |
| ------------------ | ------------------- | ----------- | -- | ----------- |
| Médaille d'or      | Sanne Cant          | Belgique    | en | 41 min 12 s |
| Médaille d'argent  | Jolien Verschueren  | Belgique    | +  | 8 s         |
| Médaille de bronze | Nikki Harris        | Royaume-Uni |    | 14 s        |
| 4.                 | Pavla Havlíková     | Tchéquie    |    | 26 s        |
| 5.                 | Ellen Van Loy       | Belgique    |    | 1 min 07 s  |
| 6.                 | Thalita de Jong     | Pays-Bas    |    | 1 min 41 s  |
| 7.                 | Helen Wyman         | Royaume-Uni |    | 1 min 48 s  |
| 8.                 | Sophie de Boer      | Pays-Bas    |    | 2 min 07 s  |
| 9.                 | Loes Sels           | Belgique    |    | 2 min 37 s  |
| 10.                | Martina Mikulaskova | Tchéquie    |    | 3 min 14 s  |

### Hommes Moins de 23 ans
| Pos                | Cycliste         | Pays     |    | Temps       |
| ------------------ | ---------------- | -------- | -- | ----------- |
| Médaille d'or      | Quinten Hermans  | Belgique | en | 49 min 59 s |
| Médaille d'argent  | Daan Hoeyberghs  | Belgique | +  | 24 s        |
| Médaille de bronze | Eli Iserbyt      | Belgique |    | 39 s        |
| 4.                 | Thijs Aerts      | Belgique |    | 47 s        |
| 5.                 | Martijn Budding  | Pays-Bas |    | 53 s        |
| 6.                 | Adam Toupalik    | Tchéquie |    | 1 min 03 s  |
| 7.                 | Clément Russo    | France   |    | 1 min 18 s  |
| 8.                 | Joans Degroote   | Belgique |    | 1 min 36 s  |
| 9.                 | Gioele Bertolini | Italie   |    | 1 min 36 s  |
| 10.                | Lucas Dubau      | France   |    | 1 min 46 s  |

### Femmes Moins de 23 ans
| Pos                | Cycliste                | Pays      |    | Temps       |
| ------------------ | ----------------------- | --------- | -- | ----------- |
|                    | Femke Van den Driessche | Belgique  | en | 42 min 27 s |
| Médaille d'or      | Maud Kaptheijns         | Pays-Bas  | +  | 36 s        |
| Médaille d'argent  | Alice Maria Arzuffi     | Italie    |    | 43 s        |
| Médaille de bronze | Jana Czeczinkarova      | Tchéquie  |    | 57 s        |
| 4.                 | Jessica Lambracht       | Allemagne |    | 1 min 26 s  |
| 5.                 | Esmee Oosterman         | Pays-Bas  |    | 2 min 26 s  |
| 6.                 | Yara Kastelijn          | Pays-Bas  |    | 2 min 35 s  |
| 7.                 | Chiara Teocchi          | Italie    |    | 2 min 37 s  |
| 8.                 | Laura Verdonschot       | Belgique  |    | 2 min 37 s  |
| 9.                 | Nikola Noskova          | Tchéquie  |    | 2 min 37 s  |

### Hommes Juniors
| Pos                | Cycliste           | Pays        |    | Temps       |
| ------------------ | ------------------ | ----------- | -- | ----------- |
| Médaille d'or      | Jens Dekker        | Pays-Bas    | en | 44 min 59 s |
| Médaille d'argent  | Mitch Groot        | Pays-Bas    | +  | 15 s        |
| Médaille de bronze | Thomas Bonnet      | France      |    | 42 s        |
| 4.                 | Florian Vermeersch | Belgique    |    | 1 min 02 s  |
| 5.                 | Thymen Arensman    | Pays-Bas    |    | 1 min 04 s  |
| 6.                 | Kevin Kuhn         | Suisse      |    | 1 min 16 s  |
| 7.                 | Gianni Siebens     | Belgique    |    | 1 min 26 s  |
| 8.                 | Thomas Pidcock     | Royaume-Uni |    | 1 min 26 s  |
| 9.                 | Quentin Navarro    | France      |    | 1 min 26 s  |
| 10.                | Alex Colman        | Belgique    |    | 1 min 27 s  |

## Tableau des médailles
| Rang  | Nation          | Or | Argent | Bronze | Total |
| ----- | --------------- | -- | ------ | ------ | ----- |
| 1     | Pays-Bas        | 3  | 1      | 0      | 3     |
| 2     | Belgique        | 2  | 3      | 2      | 7     |
| 3     | Italie          | 0  | 1      | 0      | 1     |
| 4     | France          | 0  | 0      | 1      | 1     |
| 4     | Grande-Bretagne | 0  | 0      | 1      | 1     |
| 4     | Tchéquie        | 0  | 0      | 1      | 1     |
| Total | Total           | 5  | 5      | 5      | 15    |